# Carmen Funes
Carmen Funes (1862-15 de diciembre de 1916), conocida popularmente como La Pasto Verde, fue una fortinera argentina, que se incorporó a la Campaña del Desierto siendo una adolescente y al finalizar la misma recorrió La Pampa y Neuquén. Se instaló finalmente como vendedora ambulante en Plaza Huincul, de la que fue su primera pobladora.

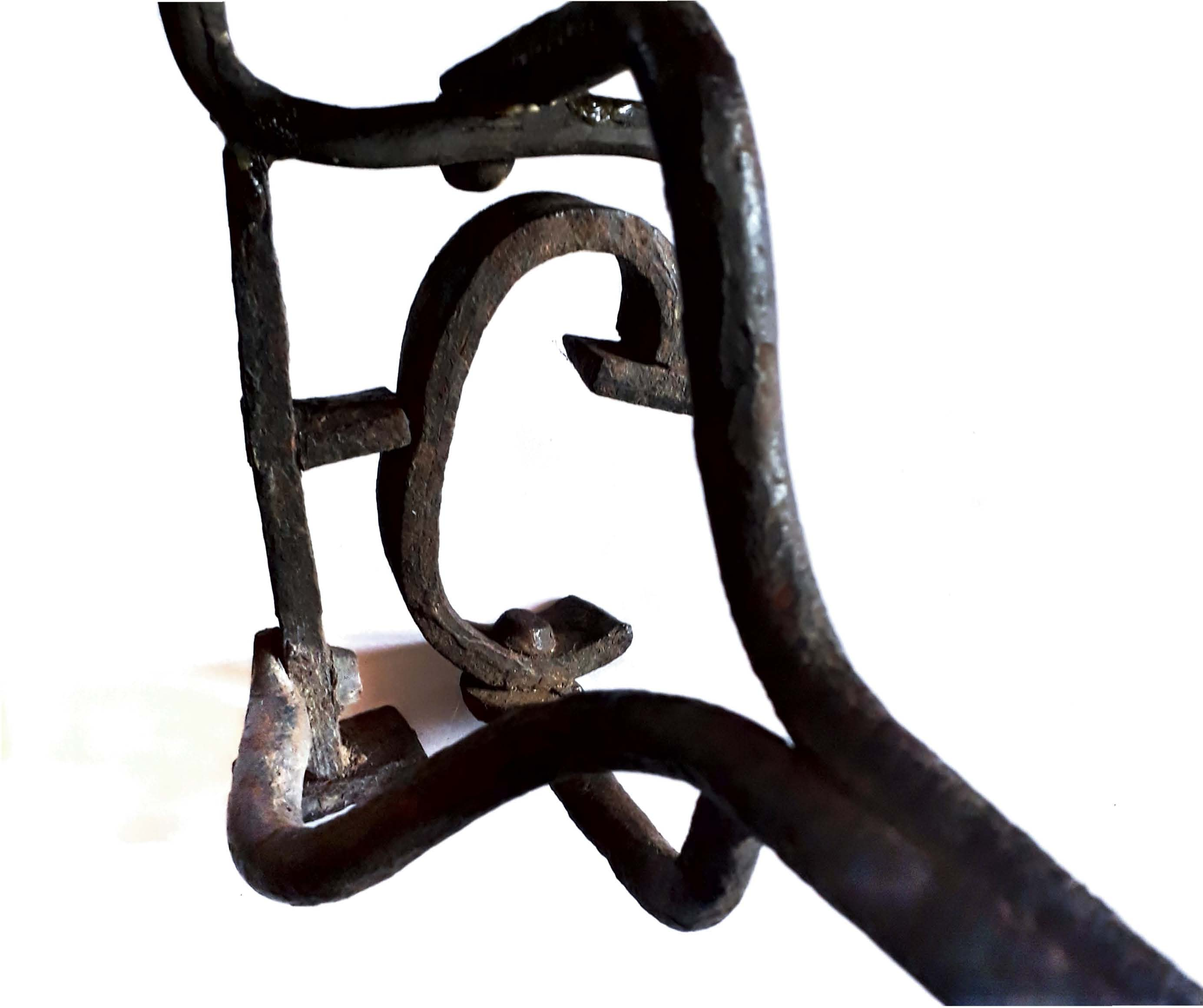
Marca registrada con la que señalizaba a sus animales.

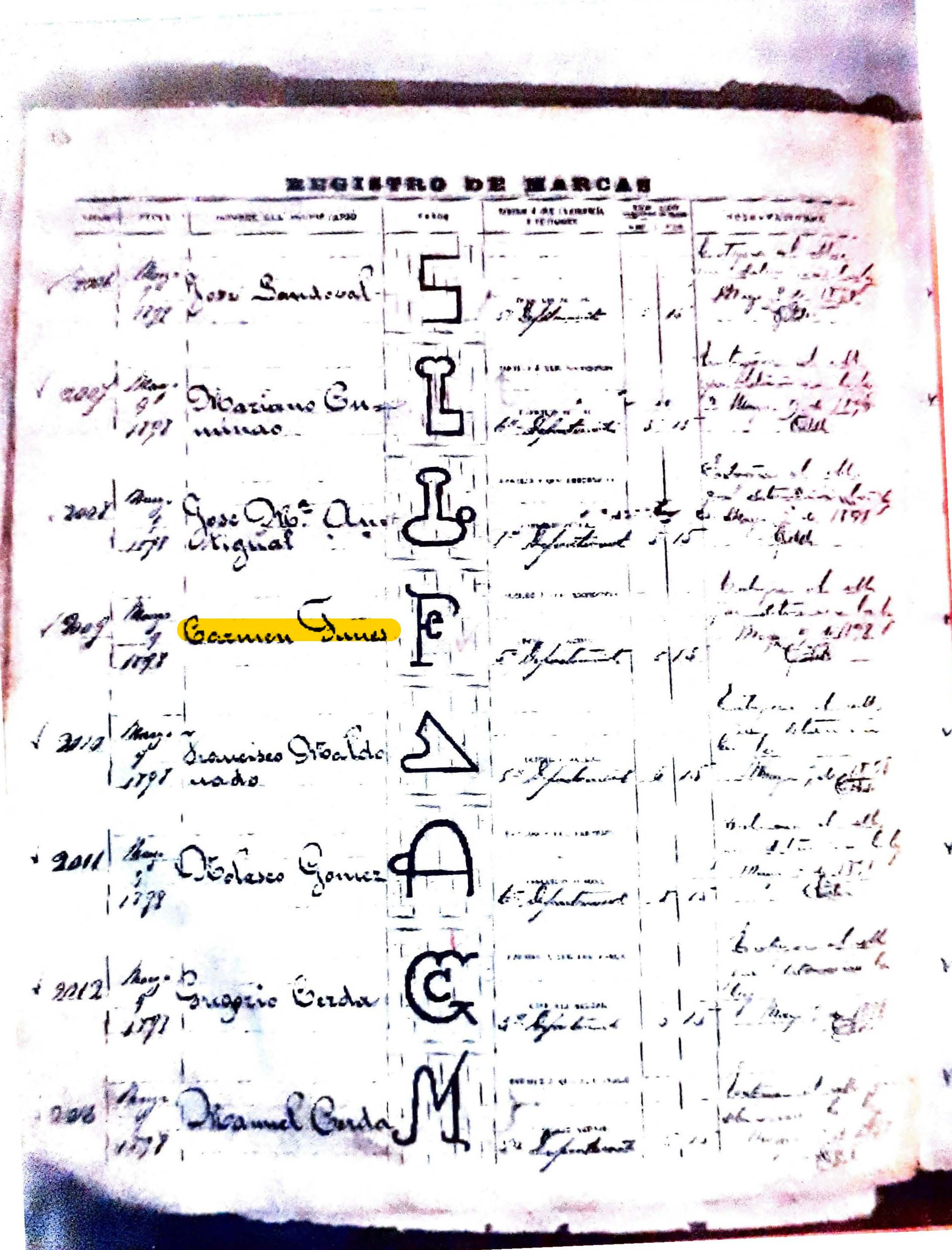
Registro provincial de marcas, donde figura la firma de Carmen Funes.

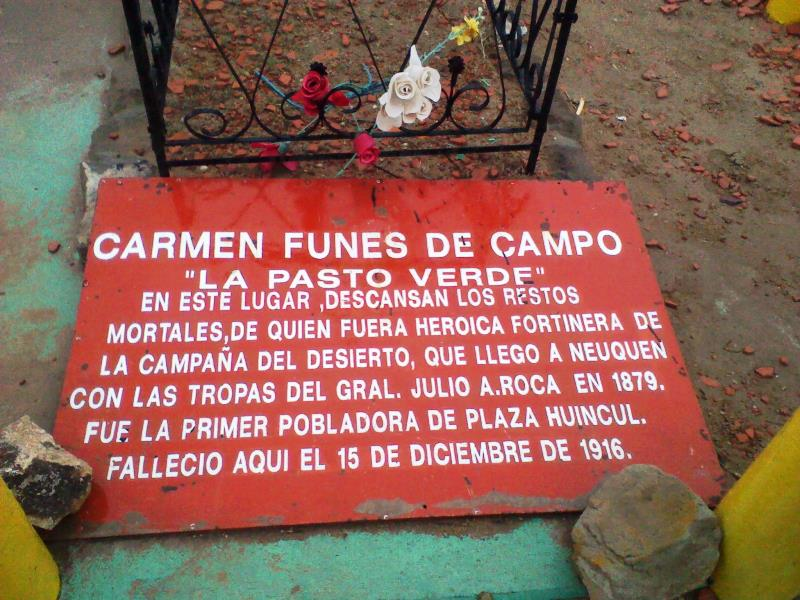
Placa de la tumba.

## Historia
De acuerdo con datos obtenidos de un censo entre el 23 y 24 de julio de 1895 en la aguada, habría nacido en 1862 en Mendoza.
El primer registro que se tiene de Carmen Funes es el documento donde fue agregada a la Cuarta División en el sur mendocino el 21 de abril de 1879, con apenas 14 o 15 años.
Participó de la guerra del Paraguay y de la conquista del desierto iniciada por Julio Argentino Roca. En su camino a Plaza Huincul, donde establecería una famosa pulpería, participó de las fundaciones de los fuertes de Carhué, Puan y Trenque Lauquen.[cita requerida]
La Cuarta División partió desde el Fuerte General San Martín en Mendoza con el Séptimo de Caballería al mando del coronel Napoleón Uriburu acompañado del Sargento Mayor Torres. Luego de dejar un destacamento en el pasaje del río Colorado, llegó al punto llamado por los aborígenes Chos Malal, el 6 de mayo y allí levantó el Fuerte Cuarta División.

## Petróleo
Era una constante que Doña Carmen le contara a los huéspedes de su posta del olor a kerosene que tenía su aguada. Hasta que un día sus quejas fueron escuchadas y llegaron los ingenieros que encontraron petróleo en Plaza Huincul. Esa aguada situada a 105 km de Neuquén y a 84 km de Zapala, constituía el lugar obligatorio de parada y descanso entre ambos puntos para todos los viajeros de fines del siglo XIX y comienzos del siglo XX. [cita requerida]

## Casamiento con Pantaleón Segundo Campos
En 1903 obtuvo la licencia comercial que habilitó el almacén donde también se daba alojamiento y comida. [cita requerida]
Con el paso de los años, su crecimiento e importancia que tomó el lugar hizo que recuperara la cabecera departamental según Decreto nacional. Su rancho fue residencia de las autoridades y permitió que allí funcionara el primer juzgado de paz y Registro civil de Plaza Huincul.
Para abastecer la posta, Carmen Funes recibía las mercaderías de Chile y de los almacenes de ramos generales ubicados en la Confluencia. [cita requerida]
Al multiplicarse las tareas, necesitó de peones que la ayudaran. Pantaleón Segundo Campos, cruzó la cordillera en busca de trabajo, oriundo de la región de Maule, nació en Cauquena el 5 de octubre de 1870.
En el año 1898 (mismo año que Carmen Funes registró la marca para sus animales y se convirtió en criancera) se inscribió en el consulado de Chile en Chos Malal bajo el número 576 para desempeñarse como criancero. [cita requerida]
Carmen Funes iba de veranada a las zonas de Quilea, Las Lajas, Covunco y durante la pastura, se quedaba en lo de Toloza donde Pantaleón era peón. Un metro setenta de estatura, fornido, moreno de ojos pardos que vestía bombacha ancha, sombrero, pañuelo al cuello y un saco marrón, encontró trabajo en la aguada y pronto se convirtió en el puntal que Carmen necesitaba.
El 28 de diciembre de 1908, viajaron a Neuquén y se casaron ante el juez de paz suplente y encargado del Registro Civil don Antonio Radonich. [cita requerida]

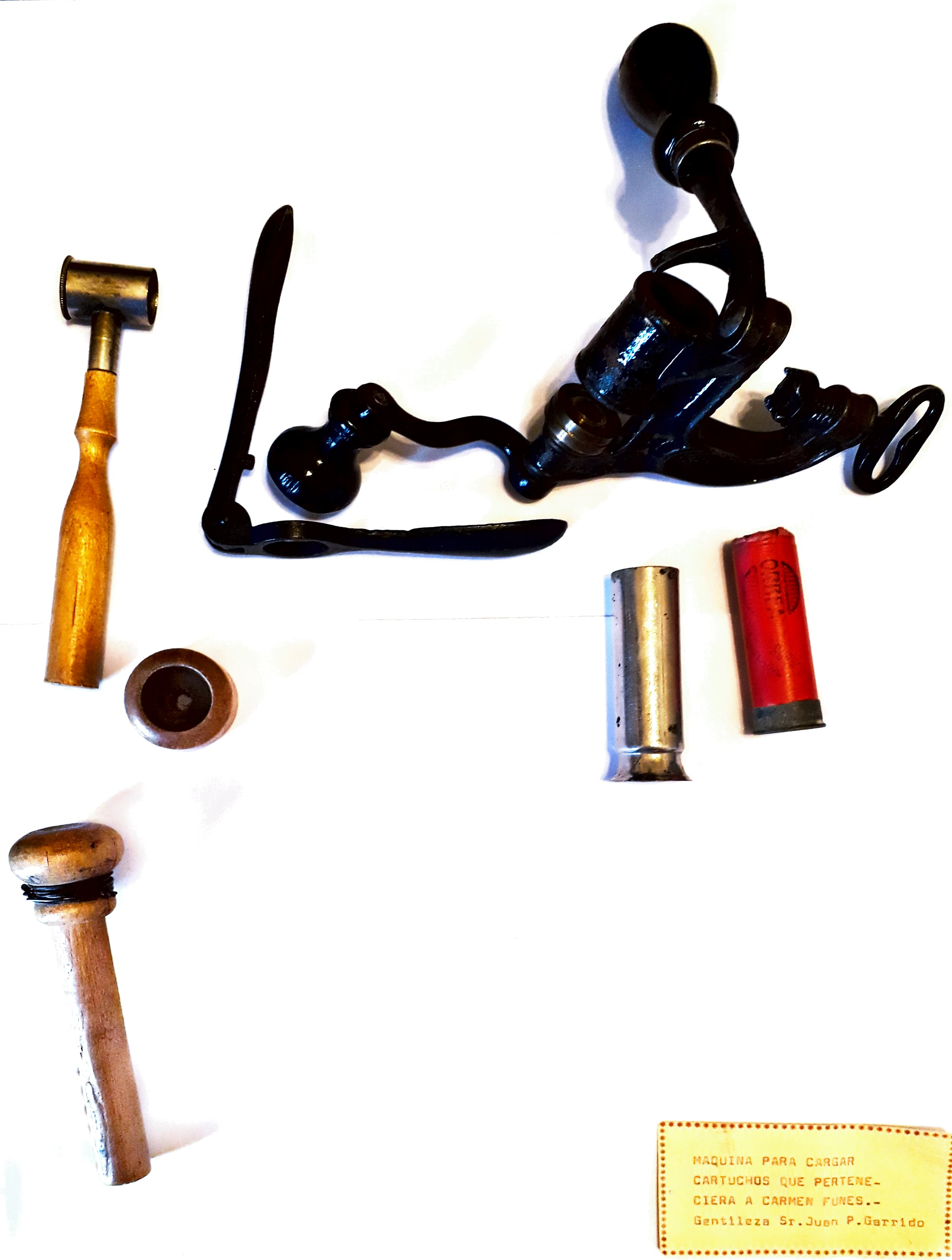
Cartuchos de escopeta Remington perteneciente a Carmen Funes.

El matrimonio no tuvo hijos naturales, si algunos criados.

## Reconocimiento
- Marcelo Berbel recuerda su apodo en una de sus zambas. [cita requerida]
- Oscar Campos la pinta en el cuadro de "La Bondad de Doña Carmen", patrimonio del Museo Carmen Funes de Plaza Huincul. [cita requerida]
- En 1997, Lilí Muñoz estreno la obra de teatro "Cuartelera" con la intención de rescatar y ficcionalizar la vida de una fortinera. [cita requerida]
- En las cercanías de Plaza Huincul existe actualmente un parque-museo que lleva su nombre, que incluye una reconstrucción de la pulpería. A la vera de la ruta 22 se puede ingresar al Parque Temático que reproduce aquella posta. Caminando por sus senderos, se puede recorrer la cocina, con su horno de barro, las habitaciones de huéspedes, el corral de sus cabritos y se puede llegar al lugar de su tumba, desde donde permanece custodiando desde 1916. [cita requerida]
- En el museo municipal de Plaza Huincul fundado en 1984, en la vitrina dedicada a ella, aparece la foto de éste que sería su hijo predilecto dice un cartelito, pero no se sabe si se trata de un hijo verdadero o algún niño que adoptó como tal. Al juzgar por su vestimenta, ese muchacho igual que La Pasto Verde se incorporó al ejército. [cita requerida]
- Una de las principales Calles de Plaza Huincul, lleva su nombre. [cita requerida]